# 三宿病院
国家公務員共済組合連合会 三宿病院（こっかこうむいんきょうさいくみあいれんごうかい みしゅくびょういん）は、東京都目黒区にあり、国家公務員共済組合連合会が運営する病院である。

## 概要
国家公務員共済組合員及びその扶養家族を診療対象とするとともに、 地域住民にも広く開放された総合病院として開設された。
隣接地にある自衛隊中央病院とは密接な連携関係にあり、自衛隊中央病院の医官が三宿病院で一般外来の診療にあたることも多い。 

## 沿革
- 1959年（昭和34年）4月20日 - 三宿病院を開設。開設当初は11診療科、病床147床。
- 1966年（昭和41年）2月  - 増築
- 1980年（昭和55年）5月  - 増築
- 1989年（平成元年）7月  - 増築
- 2003年（平成15年）  - 38床の療養病棟を設置。
- 2018年（平成30年）7月  - 療養病棟を地域包括ケア病棟へ種別を変更する。

## 医療機関の指定等
- 救急告示医療機関
- 臨床研修病院指定病院（協力型）
- 健康保険法指定医療機関
- 労災保険指定医療機関
- 母体保護法指定病院
- 生活保護法による指定病院
- 東京都ＣＣＵ連絡協議会加盟施設
- 東京都脳卒中急性期医療機関認定
- 東京都認知症疾患医療センター
- 東京都身体障害者診断指定病院
- 難病医療費助成指定医療機関
- 指定小児慢性特定疾病医療機関
- 養育医療指定医療機関
- 育成医療指定医療機関
- 小児特定疾患指定医療機関
- 結核予防法指定医療機関
- 精神病通院指定医療機関
- 公害患者指定医療機関
- 更生医療指定病院
- 原子爆弾被爆者一般疾病医療取扱病院
- 麻酔科認定病院

## 交通アクセス
- 東急東横線祐天寺駅下車、徒歩15分。
- 東急東横線・東京メトロ日比谷線中目黒駅より東急バス黒09系統野沢龍雲寺循環で約10分、三宿病院前下車、徒歩1分。
- 渋谷駅西口より東急バス渋31系統下馬一丁目循環で約15分、三宿病院前下車、徒歩1分。
- 祐天寺駅および東急田園都市線三軒茶屋駅より無料送迎バスの運行もある[1]。